# Alexander Maier (Politiker)

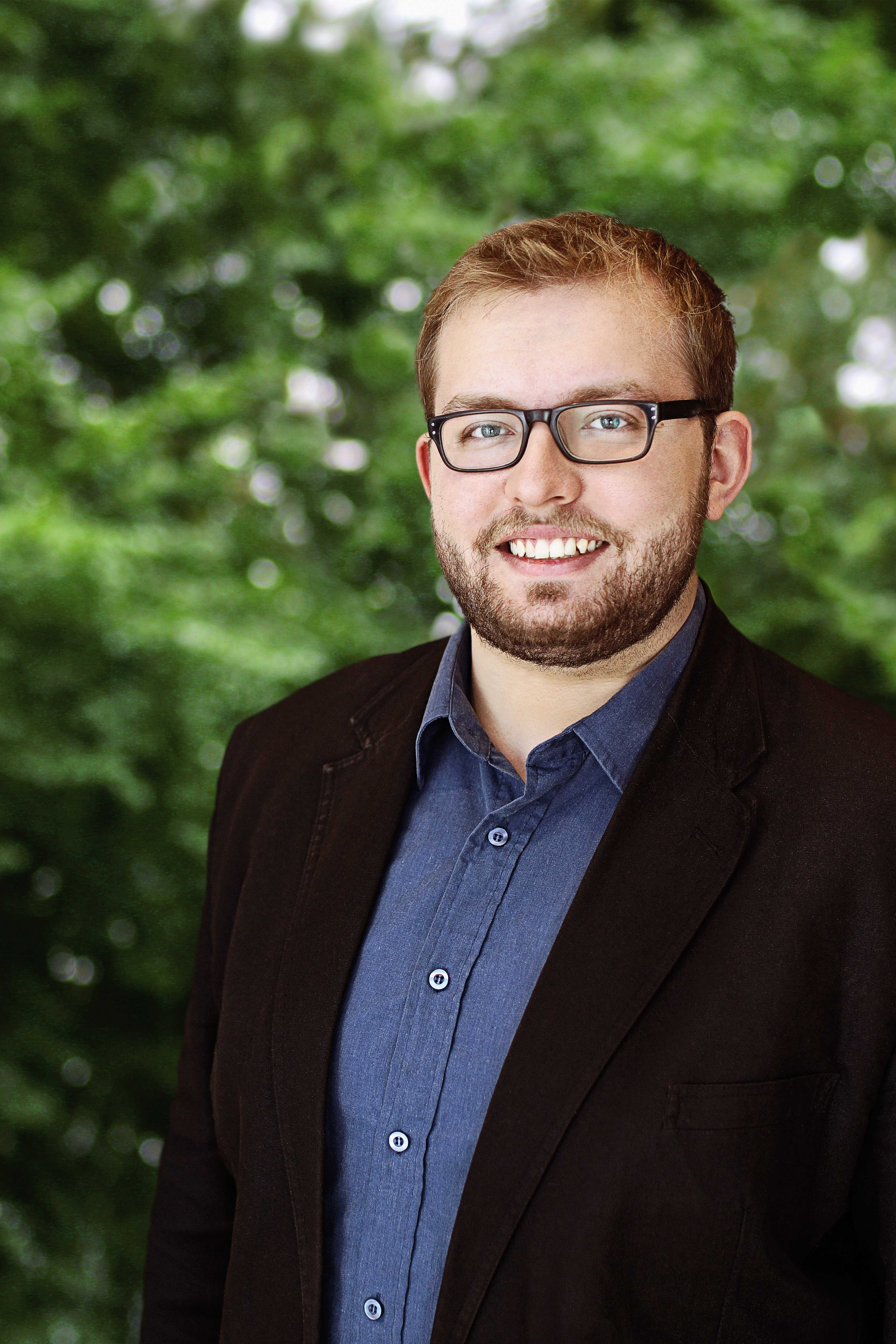
Alexander Maier, Oberbürgermeister von Göppingen (2015)

Alexander Maier (* 27. März 1991 in Titisee-Neustadt) ist ein deutscher Journalist und Politiker (Bündnis 90/Die Grünen) und seit dem 14. Januar 2021 Oberbürgermeister von Göppingen. Er war von 2016 bis zu seiner Wahl zum Oberbürgermeister 2020 Abgeordneter im Landtag von Baden-Württemberg.

## Ausbildung und Beruf
Alexander Maier lebt seit seinem dritten Lebensjahr in Göppingen und ging von 1997 bis 2001 zur Grundschule in Göppingen-Holzheim. Die folgenden sechs Jahre war er an der Hermann-Hesse-Realschule in Göppingen. Anschließend machte er am Berufskolleg Technik und Medien in Eislingen seine Fachhochschulreife und schulische Ausbildung zum Assistenten für technische Kommunikation und Dokumentation. 2009 absolvierte er nach dem Schulabschluss einen neunmonatigen Wehrdienst als Sanitäter. Nach der allgemeinen Grundausbildung in der Hohenberg-Kaserne in Horb kam er in die Stammeinheit ins Ulmer Bundeswehrkrankenhaus. Die Arbeit im Krankenhaus beschreibt Maier als „wichtige Erfahrung“.
2011 bis 2016 war Alexander Maier beim Stuttgarter Radiosender DIE NEUE 107.7 tätig. Nach einem Praktikum und anschließender Ausbildung zum Kaufmann für audiovisuelle Medien war er in der Redaktion für Nachrichten, Programmgestaltung und Reportagen zuständig. Für seine Arbeit als Redakteur gewann er 2015 den Medienpreis der Landesanstalt für Kommunikation (LFK) in der Kategorie „Hörfunk – Volontäre“. 2016 war er in der Kategorie Hörfunk – Aktuelle Information erneut für den LFK-Medienpreis nominiert.

## Politische Tätigkeit

### Bündnis 90/Die Grünen und Grüne Jugend
Seit 2009 gehört er der Partei Bündnis 90/Die Grünen und der Jugendorganisation Grüne Jugend an. Er war Mitgründer und Sprecher der Grünen Jugend Göppingen ab 2010. Von 2013 bis 2015 war er Mitglied im Landesvorstand der Grünen Jugend Baden-Württemberg. Auf einer Kreismitgliederversammlung der Grünen Göppingen wurde Alexander Maier 2016 zum Kreisvorsitzenden gewählt. 2018 wurde er erneut zum Vorsitzenden gewählt, gemeinsam mit Fadime Ercik bildet er die Doppelspitze des Kreisverbandes.

### Gemeinderat
Bei der Kommunalwahl 2014 wurde Alexander Maier in den Gemeinderat von Göppingen gewählt. Er ist dort als Stadtrat im Kultur- und Sportausschuss, VHS-Ausschuss, Integrationsausschuss, Haus der Jugend-Ausschuss, Partnerschaftskomitee, Aufsichtsrat der Business Park GmbH und im Aufsichtsrat der Parksanierungsanlagengesellschaft tätig.

### Landtag
Vor der Landtagswahl in Baden-Württemberg 2016 kandidierte Maier gegen seinen Parteifreund und amtierenden Abgeordneten im Landtagswahlkreis Göppingen Jörg Fritz um die Landtagskandidatur. Bei der Kampfabstimmung gegen Fritz kam es zu einem Patt. Maier gewann per Losentscheid und gewann danach das Direktmandat mit 29,09 Prozent für die Grünen.
Als Landtagsabgeordneter war er in seiner Fraktion Sprecher für Strategien gegen Rechtsextremismus, stellvertretender Vorsitzender im Ausschuss für Inneres, Digitalisierung und Migration, Mitglied im Ausschuss für Europa und Internationales sowie Mitglied im Ständigen Ausschuss. Er war Mitglied des VfB-Stuttgart-Fanclubs im Landtag.
Kurz vor der Übernahme des Oberbürgermeisteramtes in Göppingen legte er zum Jahresende 2020 sein Landtagsmandat nieder. Für ihn rückte Christine Lipp-Wahl nach.

### Oberbürgermeister von Göppingen
Im März 2020 gab Maier seine Kandidatur als Oberbürgermeister seiner Heimatstadt Göppingen bekannt. Er erreichte im ersten Wahlgang am 18. Oktober 2020 30,3 Prozent der Stimmen, womit er hinter Amtsinhaber Guido Till (CDU) lag, der 36,3 Prozent der Stimmen erhielt. Der zweite Wahlgang fand am 8. November 2020 statt. Hierbei wurde er mit 41,76 Prozent der Stimmen, mit einem Vorsprung von 79 Stimmen, zum neuen Göppinger Oberbürgermeister gewählt. Die Amtseinsetzung erfolgte am 14. Januar 2021. Er war zum Zeitpunkt der Amtseinsetzung der jüngste amtierende Oberbürgermeister Deutschlands.

## Politische Positionen

### Kampf gegen Rechts
Maier initiierte und gründete im Jahr 2012 den Verein Kreis Göppingen nazifrei e. V. Der gemeinnützige Verein stellt ein überparteiliches Bündnis gegen Rechtsextremismus dar. Dort war er bis 2016 Erster Vorsitzender und rückte dann als normales Vorstandsmitglied in die zweite Reihe.